# 圣比森特德尔瓦列
圣比森特德尔瓦列，是西班牙卡斯蒂利亚-莱昂布尔戈斯省的一个市镇。总面积13平方公里，总人口39人（2001年），人口密度3人/平方公里。